# Synagoge (Bechtheim)
Die Synagoge in Bechtheim wurde zwischen 1855 und 1857 erbaut und 1880 aufgegeben. Heute wird sie als Gemeindehaus der evangelischen Kirche nachgenutzt. Das Gebäude steht unter Denkmalschutz.

## Geschichte
Bereits vor 1855 existierte in Bechtheim eine Synagoge in der Klingengasse. Deren Baujahr ist nicht bekannt. Da sich das Gebäude in einem sehr schlechten Zustand befand, drängten die örtlichen Behörden die jüdische Gemeinde zu einem Neubau. Auf dem Bauplatz, dem heutigen Grundstück Martin-Luther-Straße 4, war seit etwa 1840 schon die jüdische Schule in einem ehemaligen Wohnhaus untergebracht. Die Baukosten wurden komplett durch Spenden aufgebracht, unter anderem von ehemaligen Gemeindemitgliedern, die zwischenzeitlich in die Vereinigten Staaten ausgewandert waren. Die größte Einzelspende in Höhe von 1000 Gulden, in Form eines Darlehens, stammte von einem in Alzey lebenden Privatmann. Nach dessen Tod verzichtete dessen Sohn auf die Rückzahlung.
Die Planung der Synagoge stammt von dem Bauaufseher Nicolaus Binz aus Worms. Grundsteinlegung war am 4. März 1855, am 23. Januar 1857 wurde die Synagoge eingeweiht. In dieser Zeit wanderten viele Gemeindeglieder ab, in die Vereinigten Staaten, aber auch durch die zunehmende Industrialisierung nach Worms, Offenburg, Mannheim und Mainz. Dieser Trend hielt in den Folgejahren an und führte dazu, dass die Synagoge bereits 1874 nicht mehr für Gottesdienste genutzt wurde.
1894 bot die jüdische Gemeinde die Synagoge der Gemeinde Bechtheim für 8000 Mark zum Kauf an. Der Gemeinde war dieser Preis zu hoch. 1894 übernahm der Staat, das Großherzogtum Hessen, das Gebäude und verkaufte es im Jahr 1900 für 4000 Mark an die Gemeinde. Der Kaufvertrag enthielt die Klausel: „Zu einer Scheune, einem Stalle, oder einem Abtritt darf die Synagoge nicht genutzt werden.“ Die Gemeinde baute die Synagoge zu einem Kindergarten um, wobei unter anderem eine Zwischendecke eingezogen wurde. In dieser Funktion wurde das Gebäude bis 1962 genutzt. 1909/10 entstand in unmittelbarer Nachbarschaft die evangelische Kirche in neubarocken Formen.
1962 wurde die ehemalige Synagoge für einen Betrag von 30.000 DM, an die evangelische Kirchengemeinde verkauft. Diese beabsichtigte das Gebäude abzureißen, um dort ein neues Gemeindehaus zu errichten. Der Abriss wurde allerdings von der Denkmalschutzbehörde untersagt. Ein Umbau wurde unter der Auflage genehmigt, dass der Baukörper unverändert erhalten bleiben müsse. Der Umbau erfolgte dann 1969/70, wobei „zum Teil unsachgemäß restauriert“ und der Kniestock durch das neue Dach abgesenkt wurde.

## Bauwerk
Die Synagoge ist ein klassizistischer Bruchsteinbau mit Satteldach auf rechteckigem Grundriss. An der westlichen Giebelseite befanden sich zwei Türen, von denen die rechte, kleinere Tür zur anzunehmenden Frauenempore führte. Im Giebel befindet sich eine Fensterrose. Die beiden Trauf- und Längsseiten waren je dreiachsig durch hohe Rundbogenfenster gegliedert. Der Innenraum maß 184 m². Über den beiden Türen in der Westseite war eine rechteckige Sandsteinplatte mit hebräischer Inschrift eingelassen. Sie war 1962 bereits stark verwittert und fast nicht mehr lesbar und wurde während der Renovierungsarbeiten durch eine Nachbildung ersetzt. Die Inschrift lautet übersetzt:
1. MOSE 28.17

Hier ist nichts anderes als Gottes Haus

und hier ist die Pforte des Himmels

Im Jahre 5615 jüdischer Zeitrechnung
Die östliche Giebelwand mit der Nische für den Toraschrein existiert nicht mehr. Hier wurde beim Umbau 1969/70 ein kubischer Anbau angefügt.
Das Gebäude ist heute ein Kulturdenkmal und steht aufgrund des Landesgesetzes zum Schutz und zur Pflege der Kulturdenkmäler unter Denkmalschutz.

## Jüdische Gemeinde Bechtheim
Die erste Erwähnung jüdischer Einwohner auf dem Gebiet von Bechtheim stammt von 1540. Zahlen über die Größe der jüdischen Gemeinde in Bechtheim liegen ab 1804 vor. Neben einer Synagoge verfügte die Gemeinde über eine Mikwe und eine jüdische Schule mit Wohnung für den Lehrer, die sich beide in der Klingengasse, in der Nähe der alten Synagoge, befanden.  Zeitweise war ein Lehrer angestellt, der auch die Aufgaben des Vorbeters und Schochet innehatte. Bereits ab Mitte des 19. Jahrhunderts kam es zu einer Auswanderungswelle, unter anderem in die Vereinigten Staaten, sowie in Folge der zunehmenden Industrialisierung, zur Abwanderung in die Städte Worms, Mannheim, Offenburg und Mainz. Dies hielt auch in den Folgejahren an, was zur Folge hatte, dass sich die jüdische Gemeinde bereits 1880 auflöste. Berühmtester Sohn der jüdischen Gemeinde Bechtheim ist der, 1857 nach Portland ausgewanderte, US-amerikanische Politiker Joseph Simon.

## Entwicklung der jüdischen Einwohnerzahl
| Jahr | Juden | Jüdische Familien | Bemerkung |
| ---- | ----- | ----------------- | --------- |
| 1804 | 60    |                   |           |
| 1824 | 89    |                   |           |
| 1830 | 99    |                   |           |
| 1845 |       | 30                |           |
| 1855 | 142   |                   |           |
| 1861 | 96    |                   |           |
| 1885 | 0     |                   |           |
| 1931 | 2     |                   |           |

Quelle: alemannia-judaica.de; jüdische-gemeinden.de

## Opfer des Holocaust
Das Gedenkbuch – Opfer der Verfolgung der Juden unter der nationalsozialistischen Gewaltherrschaft 1933–1945 und die Zentrale Datenbank der Namen der Holocaustopfer von Yad Vashem führen 3 Mitglieder der jüdischen Gemeinschaft Bechtheim (die dort geboren wurden oder zeitweise lebten) auf, die während der Zeit des Nationalsozialismus ermordet wurden.
| Name    | Vorname | Todeszeitpunkt  | Alter     | Ort des Todes                          | Bemerkung | Quellen |
| ------- | ------- | --------------- | --------- | -------------------------------------- | --- | --- |
| Josef   | Paul    | unbekannt       | unbekannt | Konzentrationslager Auschwitz-Birkenau | Deportation am 22. Oktober 1940 nach Internierungslager Gurs. Danach interniert im Internierungslager Rivesaltes und im Internierungslager Les Milles. Am 17. August 1942 Deportation (Transport 20, Zug 901-15) von Sammellager Drancy nach Konzentrationslager Auschwitz-Birkenau. | Yad Vashem (Datenbank, Datensatz Nr. 3188072) / Gedenkbuch für die Opfer der NS-Judenverfolgung in Deutschland              |
| Schmidt | Regina  | unbekannt       | unbekannt | Ghetto Piaski                          | Deportation am 25. März 1942 ab Mainz nach Ghetto Piaski | Yad Vashem (Datenbank, Datensatz Nr. 11627476) / Gedenkbuch für die Opfer der NS-Judenverfolgung in Deutschland             |
| Wendel  | Jakob   | 13. Januar 1942 | 66        | Internierungslager Gurs                | Vom 11. bis 20. November 1938 Inhaftierung im Konzentrationslager Dachau. 1940 Deportation in das Internierungslager Noé. Am 22. Oktober 1940 Deportation nach Internierungslager Gurs.                                                                                              | Yad Vashem (Datenbank, Datensatz Nr. 3229845 und 11653955) / Gedenkbuch für die Opfer der NS-Judenverfolgung in Deutschland |